# راي هاريس
راي هاريس (بالإنجليزية: Ray Harris)‏ هو موسيقي ومنتج أسطوانات أمريكي، ولد في 7 سبتمبر 1927 في مسيسيبي في الولايات المتحدة، وتوفي بنفس المكان في 13 نوفمبر 2003.

## وصلات خارجية
- راي هاريس على موقع IMDb (الإنجليزية)
- راي هاريس على موقع ميوزك برينز (الإنجليزية)
- راي هاريس على موقع أول ميوزيك (الإنجليزية)
- راي هاريس على موقع ديسكوغز (الإنجليزية)
- راي هاريس على موقع قاعدة بيانات الفيلم (الإنجليزية)